# Münze Österreich

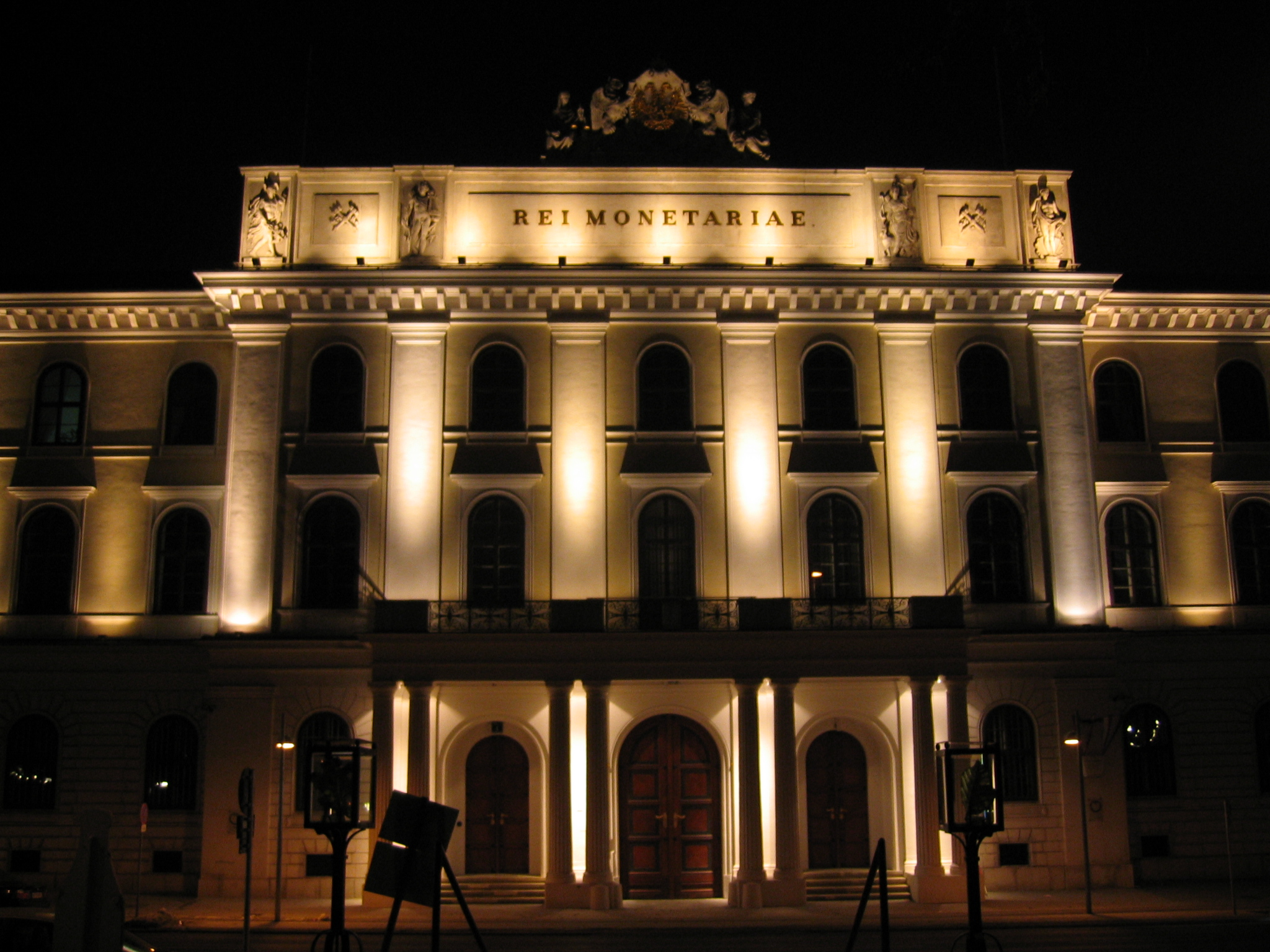
Sede della zecca a Heumarkt in Landstrasse a Vienna

La Münze Österreich (zecca austriaca) è situata a Vienna ed è responsabile per la coniazione delle monete austriache. Dal 1989 è una società per azioni pubblica (Aktiengesellschaft) e una sussidiaria della Banca Nazionale Austriaca, che ha anch'essa sede a Vienna.
La zecca si occupa sia del disegno che della coniazione delle monete che produce. Fino al 2002 fu responsabile solo della coniazione dello scellino austriaco; successivamente ha avuto la responsabilità della produzione delle monete euro austriache. La zecca produce anche altre monete, come anche monete in oro e emissioni commemorative: ad esempio la moneta della Wiener Philharmoniker e il tallero di Maria Teresa. La zecca fornisce anche monete e tondelli a diversi paesi per il mondo.

## Storia

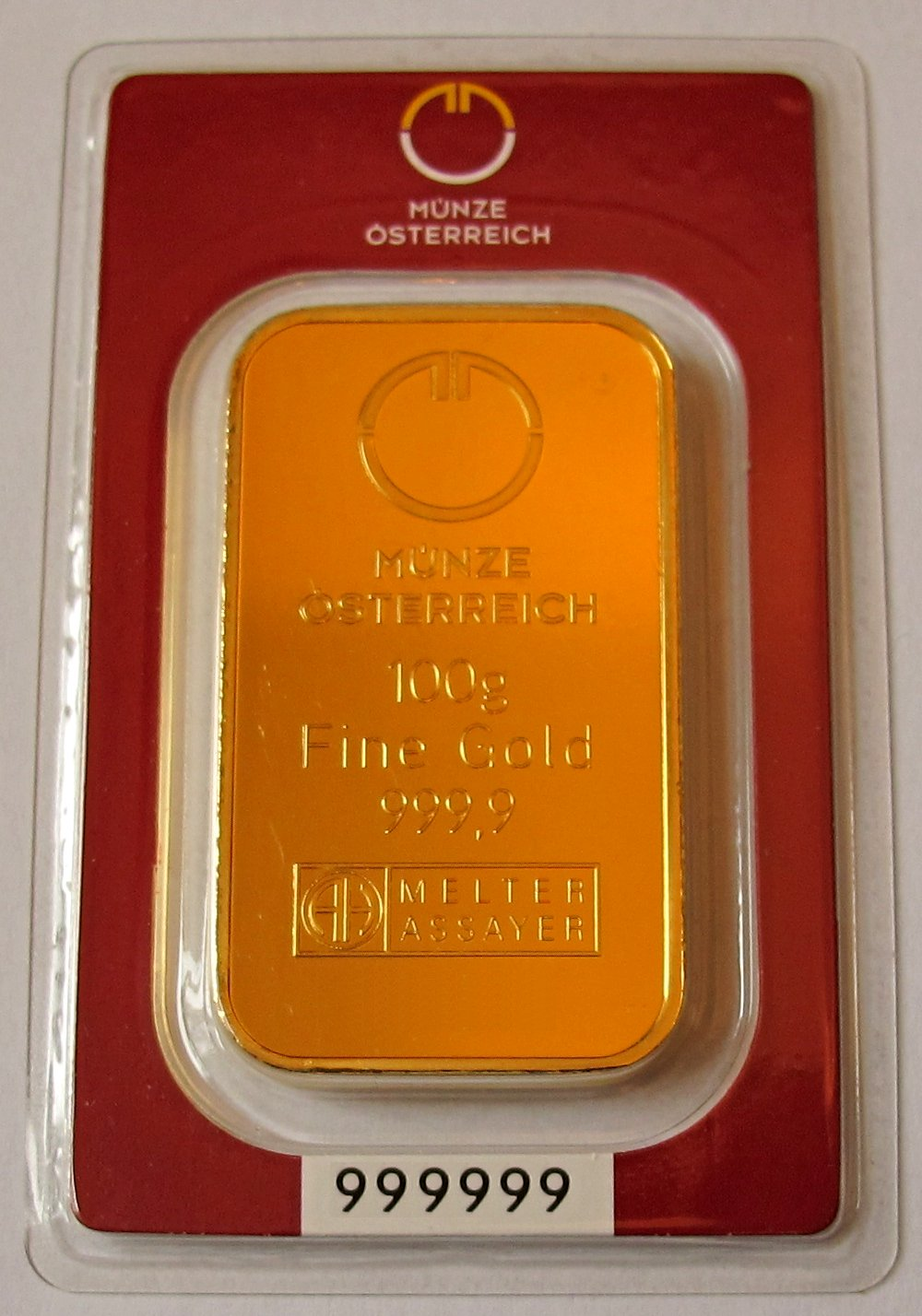
Lingotto d'oro prodotto dalla Münze Österreich

Nel 1194, Leopoldo VI di Babenberg duca d'Austria ricevette un pagamento di 15 tonnellate d'argento da Riccardo Cuor di Leone. Nel suo ritorno dalla terza crociata Riccardo fu catturato e tenuto prigioniero dal duca per rappresaglia di un precedente insulto; dovette pagare per ottenere la sua liberazione dal carcere. Leopoldo decise di coniare monete con questo argento, dando inizio alla storia della coniazione a Vienna (anche se la zecca viennese non fu realmente citata nei documenti storici per altri 200 anni).
La zecca inizialmente era collocata vicino all'Hoher Markt, quindi spostata al Wollzeile. In seguito fu collocata nel palazzo d'inverno del principe Eugenio nel Himmelpfortgasse, prima di essere infine spostata nella sede attuale a Heumarkt, una zona centrale di Vienna, nel XIX secolo.
Anche se altre zecche furono create in Austria nel passato, la zecca di Vienna divenne l'unica con la nascita della Prima repubblica austriaca nel 1919. La zecca ha preso il nome attuale di Münze Österreich quando è diventata una sussidiaria della Banca nazionale d'Austria nel 1989..